# PHLDA1
PHLDA1‏ (Pleckstrin homology like domain family A member 1) هوَ بروتين يُشَفر بواسطة جين PHLDA1 في الإنسان.